# Municipio de Santo Domingo Tehuantepec
El Municipio de Tehuantepec es uno de los 570 municipios en que se subdivide el estado de Oaxaca, México. Su cabecera es la ciudad de Santo Domingo Tehuantepec, ubicada en el istmo del mismo nombre.

## Geografía
Santo Domingo Tehuantepec se localiza en la región del Istmo, en el distrito de Tehuantepec. Está ubicado al sudeste de la capital de estado a 253 km, por la carretera federal n.º 190 hacia el istmo. 
Limita al suroeste con el municipio de Santiago Astata y el municipio de San Pedro Huamelula, al oeste limita con el municipio de Magdalena Tequisistlán y el municipio de San Miguel Tenango, al noroeste con el municipio de Santa María Jalapa del Marqués, al norte con el municipio de Santa María Mixtequilla y al noreste con el municipio de San Pedro Comitancillo; al este limita con el municipio de San Blas Atempa, el municipio de San Pedro Huilotepec y el municipio de Salina Cruz. Su extremo sur forma el litoral en el océano Pacífico y en particular en el golfo de Tehuantepec. 
Además de este sector principal, el municipio de Santiago Domingo Tehuantepec incluye un exclave situado al norte del mismo; este exclave limita al oeste con el municipio de Santiago Ixcuintepec y al norte, este y sur con el municipio de Santiago Lachiguiri.

## Demografía
La población total del municipio de acuerdo con el Censo de Población y Vivienda realizado en 2020 por el Instituto Nacional de Estadística y Geografía, es de 67,739 habitantes, de los que 32 825 son hombres y 34 914 son mujeres.

### Localidades
El municipio se encuentra formado por diez localidades, las principales y su población de acuerdo al censo de 2020 son:
| Localidad                                | Población (2020) |
| ---------------------------------------- | ---------------- |
| Santo Domingo Tehuantepec                | 45 134           |
| La Noria                                 | 2 975            |
| Morro Mazatán                            | 2 709            |
| Fraccionamiento Sección 38 (25 de Enero) | 2 132            |
| Santa Gertrudis Miramar                  | 1 475            |
| Colonia El Jordán                        | 1 228            |
| Colonia San Luis                         | 1 083            |
| Rincón Moreno                            | 1 016            |
| Santa Cruz Bamba y Garrapatero           | 952              |
| San José El Paraíso                      | 728              |
| Santa María Nativitas Coatlán            | 718              |
| Total municipio                          | 67 739           |